# Aleksandr Ostrovski
Alexandr Nicolaevici Ostrovski (în rusă Александр Николаевич Островский) (n. 31 martie/12 aprilie 1823, Moscova, Imperiul Rus – d. 2/14 iunie 1886, Schelykovo⁠(d), Kineshemsky Uyezd⁠(d), Gubernia Kostroma⁠(d), Imperiul Rus) a fost un dramaturg rus, care a scris 47 de piese de teatru.

## Piese de teatru
- 1847 Tablou familial (Семейная картина) text (în rusă)
- 1850 Intre noi ca intre-ai nostri (Свои люди — сочтёмся) text (în rusă)
- 1850 Un eveniment neașteptat (Неожиданный случай) text (în rusă)
- 1850 «Утро молодого человека» text (în rusă)
- 1851 Nevasta săracă (Бедная невеста) text (în rusă)
- 1852 «Не в свои сани не садись» text (în rusă)
- 1853 Sărăcia nu e viciu (Бедность не порок) text (în rusă)
- 1854 Nu-i dupa voie, ci dupa nevoie (Не так живи, как хочется) text (în rusă)
- 1856 «В чужом пиру похмелье» text (în rusă)
- 1856 «Доходное место» text (în rusă)
- 1857 «Праздничный сон до обеда» text (în rusă)
- 1858 Nepotrivire de caracter (Не сошлись характерами!) text (în rusă)
- 1859 Pupila (Воспитанница) text (în rusă)
- 1859 Furtuna (Гроза) text (în rusă)
- 1860 «Старый друг лучше новых двух» text (în rusă)
- 1861 «Свои собаки грызутся, чужая не приставай» text (în rusă)
- 1861 «Женитьба Бальзаминова» text (în rusă)
- 1861 «Козьма Захарьич Минин-Сухорук» (ediție revizuită în 1866) text (în rusă)
- 1863 «Тяжёлые дни» text (în rusă)
- 1863 «Грех да беда на кого не живёт» text (în rusă)
- 1864 Voievodul (Воевода); ediție revizuită în text (în rusă)
- 1864 «Шутник» text (în rusă)
- 1865 «На бойком месте» text (în rusă)
- 1866 «Пучина» text (în rusă)
- 1866 «Дмитрий Самозванец и Василий Шуйский» text (în rusă)
- 1866 «Тушино» text (în rusă)
- 1867 «Василиса Мелентьева» (împreună cu S. A. Gedeonov) text (în rusă)
- 1868 La un car de minte, un dram de prostie (На всякого мудреца довольно простоты) text (în rusă)
- 1869 Inimă înflăcărată (Горячее сердце) text (în rusă)
- 1870 Bani turbați (Бешеные деньги (пьеса)|Бешеные деньги) text (în rusă)
- 1870 Pădurea (Лес) text (în rusă)
- 1871 «Не всё коту масленица» text (în rusă)
- 1872 «Не было ни гроша, да вдруг алтын» text (în rusă)
- 1873 «Комик XVII столетия» text (în rusă)
- 1873 «Снегурочка» text (în rusă)
- 1874 «Поздняя любовь» text (în rusă)
- 1874 Pâine muncită (Трудовой хлеб) text (în rusă)
- 1875 Lupii și oile (Волки и овцы) text (în rusă)
- 1876 Nevestele bogatge (Богатые невесты) text (în rusă)
- 1877 «Правда хорошо, а счастье лучше» text (în rusă)
- 1877 «Женитьба Белугина», împreună cu Nikolai Soloviov text (în rusă)
- 1878 Ultima jertfă (Последняя жертва)text (în rusă)
- 1878 Fata fără zestre (Бесприданница) text (în rusă)
- 1879 «Добрый барин»
- 1879 «Дикарка»
- 1880 «Сердце не камень» text (în rusă)
- 1881 «Невольницы» text (în rusă)
- 1881 «Светит, да не греет», împreună cu Nikolai Soloviov text (în rusă)
- 1881–1883 «Без вины виноватые» text (în rusă)
- 1882 Talente și admiratori (Таланты и поклонники) text (în rusă)
- 1883 «Красавец мужчина» text (în rusă)
- 1885 «Не от мира сего» text (în rusă)

## Ecranizări
- 1973 Talente și admiratori (Таланты и поклонники), regia Isidor Annenski
- 1975 Ultima jertfă (Последняя жертва), regia Piotr Todorovski
- 1980 Pădurea (Les)